# فحص الزغابات المشيمية

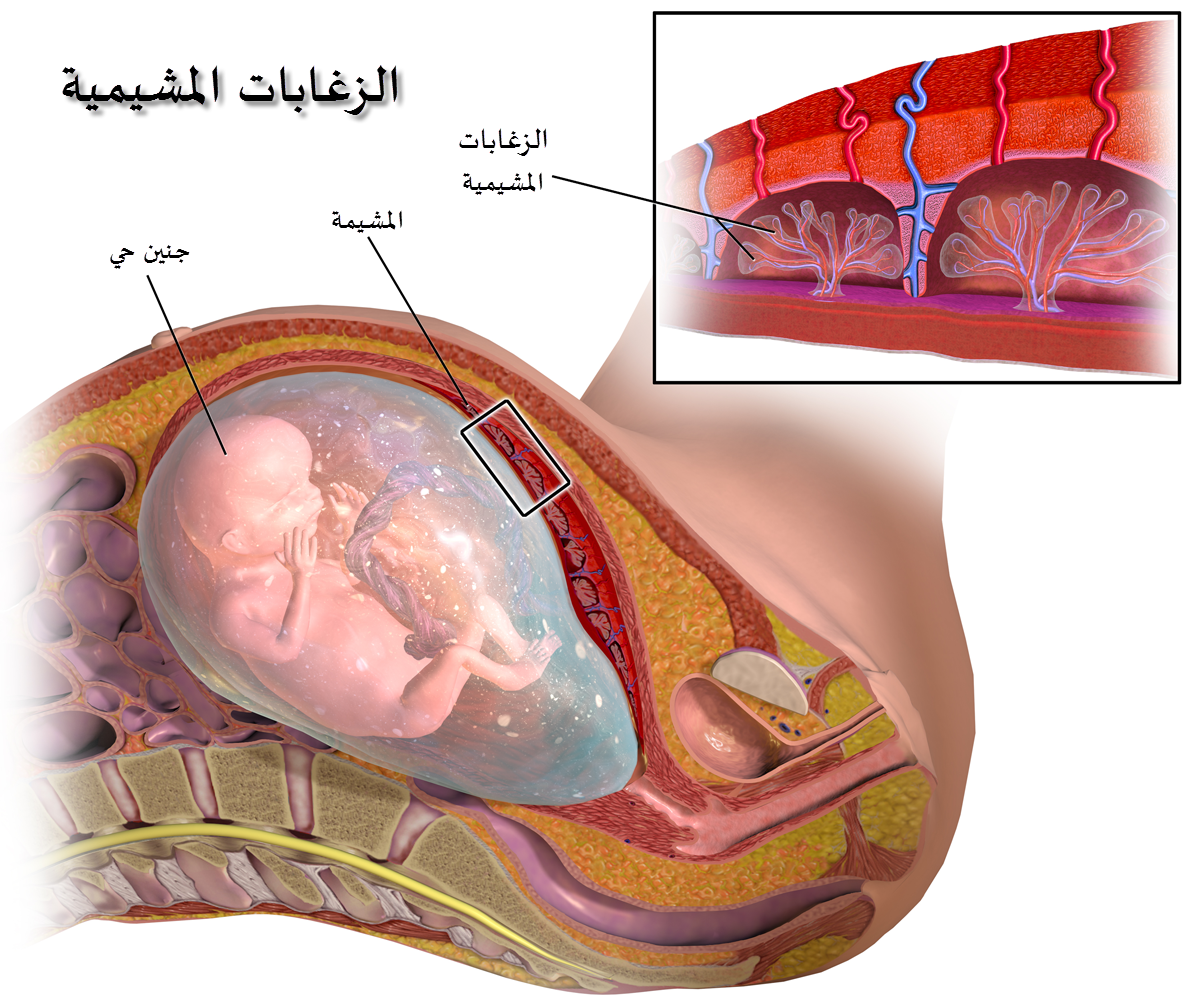
الزغابات المشيمية (Chorionic villi)

فحص الزغابات المشيمية أو فحص خملات الكوريون (بالإنجليزية: Chorionic villus sampling)‏، هي اختبار يُجرى أثناء الحمل للكشف عن بعض الاختلالات الوراثية في جنين الإنسان والعمل على تحديد الاجنة غير الطبيعية وتشخيص أكثر من 200 مرض يعد أهمها هو متلازمة داون أثناء الحياة الجنينية ، يمكن إجراء هذه الطريقة في الفترة ما بين الاسبوع الثامن والعاشر من الحمل وتعطي هذه الطريقة نتائج في وقت قصير نسبيا.
أجري هذا الاختبار لأول مرة على يد عالم الكيمياء الحيوية الإيطالي جيوسيف سيموني عام 1983.

## دواعي إجراء الاختبار
- سن الأم 35 أو أكثر وذلك لارتفاع نسبة خطورة إصابة الجنين بمتلازمة داون[3]
- الأبوين مصابين أو يحملون جينات أمراض وراثية خطيرة
- وجود تاريخ عائلي لأمراض وراثية أو أمراض اختلال الكروموسومات
- ظهور نتائج غير طبيعية بواسطة الأشعة الفوق صوتية

## طريقة الفحص
الزغابات المشيمية هي زوائد تشبه الأصابع الصغيرة أو الريش تنبت من المشيمة لتزيد من تماسك المشيمة بالرحم وتزيد من سطح المشيمة لإعطاء المساحة القصوى للاتصال بدم الأم.
يتم الفحص عن طريق أخذ عينة من هذه الزغابات بين الاسبوعين الثامن والعاشر من الحمل، عن طريق إبرة لسحب عينة يتم إدخالها إما عن طريق المهبل وعنق الرحم وإما عن طريق اختراق جدار البطن والرحم.
توضع العينة المأخوذة داخل انبوب اختبار وتخضع لفحوص كيموحيوية.
وبعد ساعات عدة أو يوم بالكثير نحصل على مخطط كروموسومي لخلايا الجنين.
ولكن هذه الطريقة اقل امنا لانها تهدد الجنين بالاجهاض.

## المخاطر
يحمل إجراء هذا الاختبار خطورة إحداث إجهاض بنسبة 0.5 - 1%.
وقد يسبب هذا الختبار عدوى السائل الأمنيوسي وهي حالة طبية خطيرة تستدعي إنهاء الحمل.
وقد يتسبب أيضًا في حدوث تسريب ونقص كمية السائل الأمنيوسي حول الجنين.

## النتائج
بشكل عام لا يستطيع اختبار فحص الزغابات المشيمية الكشف عن كل الأمراض أو الاضطرابات وإنما عدد محدود منها، وهو لا يُجري بشكل روتيني أبدًا وإنما في حالات معينة كما ورد سابقًا.
في نسب ضئيلة جدا من إجمالي حالات الحمل تكون خلايا المشيمة غير متطابقة، بمعنى أن بعض الخلايا قد تُظهر الأمراض التي يعاني منها الجنين بينما لا تظهر هذه الأمراض في خلايا أخرى وهو شيء غير مؤثر على الحمل ولكن يؤثر على نتيجة الاختبار.
وقد يحدث أن تختلط الخلايا المسحوبة كعينة من الزغابات المشيمية بخلايا من رحم الأم أو دمها مما يسبب نتائج غير صحيحة للاختبار.

## فحص الزغابات المشيمية والخلايا الجذعية
وقد اكتشف الدراسات الحديثة أن الزغابات المشيمية يمكن أن تكون مصدرا غنيا للخلايا الجذعية.

ويعتقد أن استخدام الخلايا الجذعية المأخوذة من الزغابات المشيمية الذي يحيط بالجنين سيكون أكثر فائدة من تلك التي يتم الحصول عليها من الأجنة بعد الولادة، هذه الخلايا الجذعية من شأنها أيضا أن تُستخدم لعلاج الجنين ذاته الذي استخلصت الخلايا من الزغابات المشيمية الخاصة به إن كان يعاني من أمراض معينة، مما يسهل على الأطباء تجنب إجراء تجارب نقل الخلايا الجذعية من متبرع إلى متلقي التي ثبتت مشاكلها العديدة وأعاقت حتى الآن كل محاولات استخدام الخلايا الجذعية مأخوذة من الجهات المانحة في العلاجات. ولكن تترد مخاوف في الوسط الطبي بين الناشطين المؤيدين للحياة من استغلال الأجنة للحصول على الخلايا دون الالتفات إلى الأضرار الواقعة على الجنين.
وقد أٌنشيء أول بنك للخلايا الجذعية المأخوذة من الزغابات المشيمية في مدينة بوسطن بالولايات المتحدة الأمريكية.